# Lavon (Texas)
Lavon è un centro abitato degli Stati Uniti d'America, situato nella contea di Collin dello Stato del Texas.

## Geografia fisica
Lavon è situata a 33°01′36″N 96°26′18″W.
Secondo lo United States Census Bureau, ha un'area totale di 1,3 miglia quadrate (3,4 km²).

## Società

### Evoluzione demografica
Secondo il censimento del 2000, c'erano 387 persone, 136 nuclei familiari e 116 famiglie residenti nella città. La densità di popolazione era di 306,9 persone per miglio quadrato (118,6/km²). C'erano 146 unità abitative a una densità media di 115,8 per miglio quadrato (44,7/km²). La composizione etnica della città era formata dal 93,02% di bianchi, l'1,03% di nativi americani, lo 0,78% di asiatici, il 2,07% di altre razze, e il 3,10% di due o più etnie. Ispanici o latinos di qualunque razza erano il 7,49% della popolazione.
C'erano 136 nuclei familiari di cui il 36,8% aveva figli di età inferiore ai 18 anni, il 77,2% erano coppie sposate conviventi, il 5,1% aveva un capofamiglia femmina senza marito, e il 14,0% erano non-famiglie. L'11,0% di tutti i nuclei familiari erano individuali e il 6,6% aveva componenti con un'età di 65 anni o più che vivevano da soli. Il numero di componenti medio di un nucleo familiare era di 2,85 e quello di una famiglia era di 3,03.
La popolazione era composta dal 24,8% di persone sotto i 18 anni, il 5,9% di persone dai 18 ai 24 anni, il 34,9% di persone dai 25 ai 44 anni, il 23,0% di persone dai 45 ai 64 anni, e l'11,4% di persone di 65 anni o più. L'età media era di 38 anni. Per ogni 100 femmine c'erano 100,5 maschi. Per ogni 100 femmine dai 18 anni in giù, c'erano 103,5 maschi.
Il reddito medio di un nucleo familiare era di 57.083 dollari, e quello di una famiglia era di 61.250 dollari. I maschi avevano un reddito medio di 42.143 dollari contro i 31.250 dollari delle femmine. Il reddito pro capite era di 20.711 dollari. Nessuna delle famiglie e l'1,3% della popolazione vivevano sotto la soglia di povertà, incluso il 10,5% di persone sopra i 64 anni.
Il censimento del 2010 indica una popolazione stimata in 2.250 persone.